# Desa Sumurgung (administrativ by i Indonesien, lat -6,97, long 111,91)
Desa Sumurgung är en administrativ by i Indonesien.   Den ligger i provinsen Jawa Timur, i den västra delen av landet, 600 km öster om huvudstaden Jakarta.